# O Estranho Caso de Angélica
O Estranho Caso de Angélica és una pel·lícula dramàtica portuguesa de 2010 dirigida per Manoel de Oliveira. Va ser introduït a la secció Un Certain Regard del 63è Festival Internacional de Cinema de Canes. De Oliveira va concebre la idea de la pel·lícula el 1946 i va escriure inicialment el guió el 1952, actualitzant-lo amb elements moderns. S'ha subtitulat al català.

## Argument
A Portugal, els anys 2000, Isaac, un jove fotògraf sefardita lloga un pis en una modesta pensió de la senyora Justina, a Peso da Régua. En una nit plujosa, de sobte es desperta per ajudar una família benestant en una tasca extraordinària: fer l'últim retrat de la seva filla, Angélica, una jove que ha mort poc després del seu propi casament. A la seva arribada a Quinta das Portas, Isaac es troba amb una família de dol per la jove. En una de les cambres, la fotògrafa descobreix Angélica i queda enlluernada per la seva bellesa. En el moment en què la visió a través de la lent es concentra, Angélica sembla tornar a la vida especialment per a ell. Durant uns segons, fa una picada d'ullet i somriu.
L'endemà, el fotògraf torna a l'activitat que el va portar a la regió del Douro i surt a documentar els antics mètodes de treball a les vinyes, amb especial atenció als anomenats "excavadors de terres". Però Isaac no pot oblidar la imatge d'Angèlica i se sent perseguit màgicament per la jove. Viu a la recerca del poder encantador de les successives aparicions del fantasma d'Angèlica, que el deixen profundament enamorat. A poc a poc, el fotògraf s'esgota i s'allunya cada cop més de l'entorn que l'envolta i de la vida i la rutina social, fins que acaba sucumbint sense una explicació aparent.

## Repartiment
- Pilar López de Ayala com Angélica
- Filipe Vargas com a Marit
- Ricardo Trepa com Isaac
- Leonor Silveira com a mare
- Ana Maria Magalhães com a Clementina
- Isabel Ruth com a Domestica
- Luís Miguel Cintra com a Enginyer
- Ricardo Aibéo
- Paulo Matos com a Home dr la Gabardina
- Adelaide Teixeira com a Justina

## Recepció
Keith Uhlich de Time Out New York va nomenar O Estranho Caso de Angelica la sisena millor pel·lícula del 2010, anomenant-la "la més gran història d'amor d'un home enamorat d'un fantasma mai dirigida per un nen de 101 anys."
A França, Cahiers du Cinéma la va classificar com la segona millor pel·lícula del 2011. Cahiers més tard va nomenar O Estranho Caso de Angelica la desena millor pel·lícula dels anys 2010.